# برستد
برستد (به انگلیسی: Brasted) یک روستا و محله مدنی در بریتانیا است که در Sevenoaks واقع شده‌است. برستد ۱٬۴۲۹ نفر جمعیت دارد.